# Discografia lui Ilie Udilă
Discografia acordeonistului Ilie Udilă cuprinde discuri de gramofon, viniluri, casete, CD-uri, ce prezintă înregistrări efectuate în România la Societatea Română de Radiodifuziune și la casa de discuri Electrecord.

## Discuri Electrecord
| An   | Număr de catalog         | Format                   | Piese | Acompaniament |
| 1957 | EPA 2343                 | shellac, 25 cm, 78 RPM   | Ca pe răzoare | Orchestra „Electrecord”, dirijor Ionel Budișteanu |
| 1957 | EPA 2352                 | shellac, 25 cm, 78 RPM   | Hora lăutărească | Orchestra „Electrecord”, dirijor Ionel Budișteanu |
| 1959 | EPD 78                   | vinil, LP, 25 cm, 33 RPM | 9c. Brâul muscelean (București) | O.M.P.R. |
| 1965 | EPA 3370                 | shellac, 25 cm, 78 RPM   | Ca pe luncă Hora din Ferentari | orchestra Victor Predescu |
| 1966 | EPC 622                  | vinil, 17 cm, 33 ⅓ RPM   | 3. Ca pe luncă 4. Hora din Ferentari | orchestra Victor Predescu |
| 1967 | EPC 778                  | vinil, 17 cm, 33 RPM     | 1. Cântecul Ilenuței 2. Jocul „Trei păzește” 3. Cântec de dragoste de la Islaz 4. Sârba de la Babadag | orchestra Nicolae Băluță |
| 1973 | ST-EPE 0879              | vinil, LP, 30 cm, 33 RPM | 13. Breaza de la Câmpulung | Orch. Ans. „Ciocârlia”, dirijor Tudor Pană |
| 1976 | ST-EPE 01218             | vinil, LP, 30 cm, 33 RPM | 1. Cântecul Ilenuței 2. Jocul „Trei păzește” 3. Cântec de dragoste de la Islaz 4. Sârba de la Babadag 5. Horă dinspre ziuă 6. Cântec bătrânesc 7. Sârba dobrogeană 8. Păsărică cenușie 9. Brâul lui Isar 10. Hora de dimineață 11. Sârba de la Lehliu 12. Hora din Teiș 13. Cântec de dragoste din Teleorman | orchestra Nicolae Băluță (1-4) orchestra Marin Cioacă (5-13) |
| 1977 | ST-EPE 01392             | vinil, LP, 30 cm, 33 RPM | 1. Hora din Poiana Mare 2. Nuneasca 3. Balada lui Cătănuță 4. Breaza ca pe Argeș 5. Cântec de dragoste din Teleorman 6. Brâul pe șase 7. Rustemul 8. Cântec de dragoste 9. Sârba din Băilești 10. Brâu din Muscel 11. Cântec ca pe luncă 12. Breaza din Contești 13. Cât e soarele și luna | orchestra Gheorghe Cioacă |
| 1983 | ST-EPE 02311             | vinil, LP, 30 cm, 33 RPM | 1. Sârba din Cărbunești 2. Cântec de dragoste din Teleorman 3. Brâul din Rast 4. Baladă 5. Hora de la Ștefănești 6. Sârba muntenească 7. Hora din Brănești 8. Joc din Galicea Mare 9. Ursitoare, ursitoare 10. Doina Oltului 11. Horă mare din Măldăeni 12. Cântec de dragoste 13. Hora de dimineață 14. Bătuta moldovenească | orchestra Tudor Pană |
| 1989 | ST-EPE 03506             | vinil, LP, 30 cm, 33 RPM | 1. Sârba din Muscel 2. Cântec din Cărbunești 3. Breaza lui Bîțu 4. Cântec lent 5. Hora staccato 6. Alunelul oltenesc 7. Horă 8. Leliță Floare 9. Brâul pe opt 10. Sârba de la Fântânele 11. Brâu muntenesc | orchestra Ion Miu |
| 1983 | STC 00246                | casetă audio             | 1. Hora din Poiana Mare 2. Nuneasca 3. Balada lui Cătănuță 4. Breaza de pe Argeș 5. Brâul pe șase 6. Rustemul 7. Cântec de dragoste 8. Sârba de la Băilești 9. Brâu din Muscel 10. Breaza din Contești 11. Cât e soarele și luna 12. Cântecul Ilenuței 13. Jocul „Trei păzește” 14. Cântec de dragoste de la Islaz 15. Sârba de la Babadag 16. Hora dinspre ziuă 17. Sârba dobrogeană 18. Păsărică cenușie 19. Brâul din Isar 20. Sârba de la Lehliu 21. Hora din Teiș | orchestra Gheorghe Cioacă (1-11) orchestra Nicolae Băluță (12-15) orchestra Marin Cioacă (16-21)                                                                                       |
| 2007 | EDC 790 Acordeon, vol. 1 | compact disc             | 1. Cântecul Ilenuței 2. Jocul „Trei păzește” 3. Cântec de dragoste de la Islaz 4. Sârba de la Babadag 5. Horă dinspre ziuă 6. Cântec bătrânesc 7. Sârba dobrogeană 8. Păsărică cenușie 9. Brâul lui Isar 10. Hora din Teiș 11. Cântec de dragoste din Teleorman 12. Breaza din Câmpulung 13. Sârba din Cărbunești 14. Cântec de dragoste din Vlașca 15. Brâul din Rast 16. Baladă 17. Hora de la Ștefănești 18. Sârba muntenească 19. Hora din Brănești 20. Joc din Galicea Mare 21. Ursitoare, ursitoare 22. Ca pe luncă 23. Doina Oltului 24. Hora mare din Măldăeni 25. Cântec de dragoste 26. Hora de dimineață 27. Hora din Ferentari | orchestra Nicolae Băluță (1-4); orchestra Marin Cioacă (5-11); Orch. Ans. „Ciocârlia”, dirijor: C. Arvinte (12); orchestra Tudor Pană (13-21,23-27); orchestra Victor Predescu (22,28) |
| 2010 | EDC 966 Acordeon, vol. 2 | compact disc             | 1. Sârba de la Lehliu 2. Hora de dimineață 3. Rustemul 4. Hora din Poiana Mare 5. Breaza de pe Argeș 6. Balada lui Cătănuță 7. Brâul pe șase 8. Nuneasca 9. Cântec de dragoste 10. Sârba din Băilești 11. Brâu din Muscel 12. Cântec ca pe luncă 13. Breaza din Contești 14. Cât e soarele și luna 15. Sârba din Muscel 16. Cântec din Cărbunești 17. Breaza lui Bîțu 18. Cântec lent de Grigoraș Dinicu 19. Hora stacatto (Grigoraș Dinicu) 20. Ca pe răzoare 21. Alunelul oltenesc 22. Horă 23. Leliță Floare 24. Brâul pe opt 25. Horă lăutărească 26. Sârba de la Fântânele 27. Brâu muntenesc 28. Hora mare 29. Sârba din Moldova     | orchestra Marin Cioacă (1,2), orchestra Gheorghe Cioacă (3-14), orchestra Ion Miu (15-19, 21-24, 26-29), Orch. „Electrecord”, dirijor I. Budișteanu (20, 25)                           |